# دكسيارشيات
الدكسيارشيات (الاسم العلمي: Dexiarchia) هي رتيبة من الحيوانات تتبع الرتبة عاريات الخيشوم من طائفة بطنيات الأرجل.

## التصنيف
- الأيوليدينات
  - الأيوليدية